# Anatahan
Anatahan é uma ilha das Ilhas Marianas Setentrionais,  situada a aproximadamente 120 km a norte de Saipan e 60 km a noroeste de Farallón de Medinilla. Com 33,9 km2, tem um dos vulcões mais ativos do arquipélago e é em função do perigo de erupções vulcânicas que se encontra desabitada. A última erupção foi em 2007 e durou até 2008.

## História
Anatahan é bem conhecida devido a um grupo de dissidentes japoneses que resistiu muito tempo depois do final da Segunda Guerra Mundial.
Em finais da guerra, um grupo de náufragos japoneses de um navio afundado pelo exército norte-americano chegou à ilha. Este grupo foi descoberto em fevereiro de 1945, quando vários chamorros de Saipan foram enviados à ilha para recuperar os corpos de um B-29 que se despenhara. Os chamorros informaram que havia uns trinta sobreviventes japoneses de três barcos afundados em junho de 1944, um dos quais era uma mulher de Okinawa. Os náufragos da ilha recusaram-se a acreditar que a guerra terminara e resistiram a todas as tentativas da Armada para os eliminar.
Foram lançados folhetos aos dissidentes informando-os de que a guerra terminara e que deviam entregar-se, mas estes pedidos foram ignorados. Viviam uma vida austera, comiam cocos, taro, cana-de-açúcar silvestre, peixes e lagartos. Fumavam folhas secas de papaia triturada envolvida nas folhas de bananeira e uma bebida embriagante conhecida como "tuba" (um vinho de coco). Viviam em palhotas de folha de palma entrelaçada, e o piso era de esteiras de pandanus. Depois do acidente do B-29, os dissidentes usaram material resgatado dos seus restos.
Deu-se a pioria das relações pessoais desenvolvidas em consequência do demasiado longo isolamento, além de ser um pequeno grupo numa pequena ilha e também por causa da tuba. Também a presença de só uma mulher, Kazuko Higa, causou grandes dificuldades. Seis das onze mortes que se deram entre os dissidentes foram resultado da violência. Um homem mostrava treze feridas de cutelo. A sra. Higa, repartiu os seus afetos pelo menos com quatro dos homens, e estes, um por um, foram desaparecendo misteriosamente em resultado de "serem engolidos pelas ondas enquanto pescavam". Em julho de 1950, a sra. Higa foi à praia quando um navio americano estava na margem e pediu ser retirada da ilha. Foi levada para Saipan a bordo do Miss Susie e, à sua chegada, informou as autoridades que os homens da ilha não acreditavam que a guerra já havia terminado.
Entretanto, os funcionários do governo japonês interessaram-se pela situação em Anatahan e pediram à Armada informação "sobre os japoneses que viviam uma vida de Robinson Crusoes, uma vida primitiva numa ilha desabitada", e ofereceram-se para enviar um navio de resgate. Em janeiro de 1951, foi-lhes entregue uma mensagem do Governador da Prefeitura de Kanagawa e as famílias também escreveram cartas para os informar de que a guerra terminara e que deviam render-se.
As cartas foram enviadas por via aérea em 26 de junho e, finalmente, foram convencidos de que deveriam entregar-se. Assim, seis anos depois do final da Segunda Guerra Mundial, a operação "Eliminação" púxose em marcha desde Saipan, sob comando de James B. Johnson, USNR, a bordo do rebocador da Marinha USS Cocopa. O Tenente Comandante James B. Johnson e o Sr. Ken Akatani, um intérprete, dirigiram-se a terra num barco de borracha aceitando oficialmente a última entrega da Segunda Guerra Mundial na manhã de 30 de junho de 1951, que também coincidiu com o último dia da Administração Naval do protetorado das ilhas do Pacífico.